# Mine de la Valenciana
 (avril 2025).
Si vous disposez d'ouvrages ou d'articles de référence ou si vous connaissez des sites web de qualité traitant du thème abordé ici, merci de compléter l'article en donnant les références utiles à sa vérifiabilité et en les liant à la section « Notes et références ».
Pour les articles homonymes, voir Valenciana.
Les mines de la Valenciana furent d'immenses mines d'argent situées au Mexique, dans l'État de Guanajuato.
Elles furent exploitées à partir de 1768 par Antonio de Obregón, qui fut nommé comte de la Valenciana. Elles ont produit de 1788 à 1808 plus de 30 millions de pesos (environ 745 tonnes d'argent pur). Le produit net annuel atteint même 150.000 livres (3,7 millions de francs de l'époque) de 1792 à 1802.
Les mines de Valenciana furent ensuite exploitées par la Compagnie anglomexicaine fondée en juillet 1824 avec un capital d'un million de livres sterling, montant considérable pour l'époque, divisé en dix mille actions de cent livres sterling chacune.